# Hémosidérose

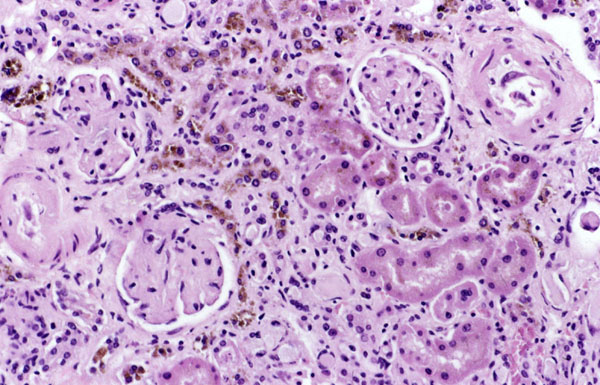
Détail d'un rein vu au microscope. Les zones brunes contiennent de l'hémosidérine.

L’hémosidérose est l’accumulation d’hémosidérine dans un tissu ou dans des cellules. Elle s'observe chez l’humain et chez d’autres mammifères (les chevaux par exemple)
On distingue deux types d’hémosidérose :  
- l’hémosidérose primitive (ou hémochromatose) ;
- l’hémosidérose secondaire.

L’hémosidérose peut être localisée (hémosidérose localisée) ou généralisée (hémosidérose systémique).

## Causes
L'hémosidérose peut avoir plusieurs causes :
- elle peut être induite par des transfusions répétées à la suite de maladies héréditaires de l’hémoglobine (exemple : Thalassémie) ;
- elle peut faire suite à des intoxications par certains métaux (cuivre, zinc peuvent être source d’hémosidérose) ; on a récemment décelé que le tungstène pouvait aussi poser des problèmes lors de l’étude des impacts sanitaires de l’utilisation de grenaille de chasse alternatives au plomb sur les oiseaux[2] : une hémosidérose a été observée chez des canards ayant (expérimentalement) ingéré quelques billes en alliage tungstène-acier et, moindrement, des billes "tungstène-polymère"[2], sans effet apparent toutefois sur la condition physique des oiseaux testés[3].